# Deutsche Kanzlei (London)

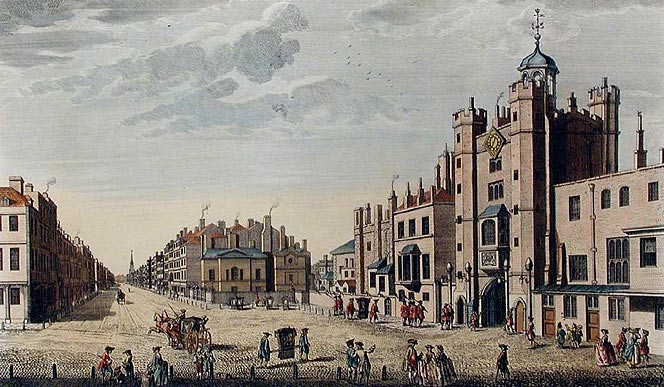
St James’s Palace in London 1753, Sitz der Deutschen Kanzlei.

Die Deutsche Kanzlei (englisch German Chancery, auch Hanoverian Chancery genannt) war von 1714 bis 1837 eine Regierungsbehörde in London, die während der Personalunion zwischen dem Kurfürstentum Braunschweig-Lüneburg (ab 1814 Königreich Hannover) und dem Königreich Großbritannien (ab 1801 Vereinigtes Königreich Großbritannien und Irland) bestand. Die Deutsche Kanzlei hatte ihren Sitz im St James’s Palace und erledigte die wichtigsten Geschäfte, zugleich die auswärtigen Angelegenheiten, bis zu ihrer Auflösung 1837. Die Deutsche Kanzlei war eine Immediatbehörde mit (seit 1730) nur jeweils einem, aber auf den Monarchen sehr einflussreichen Minister.

## Einrichtung
1714 stand der neue, bisher in Hannover als Kurfürst Georg Ludwig regierende König von Großbritannien vor der Herausforderung, in zwei sehr unterschiedlichen Territorien gleichzeitig herrschen zu müssen. Die beiden Residenzstädte London und Hannover waren mindestens vier Tagesreisen voneinander entfernt. Auch die verfassungsrechtlichen und gesellschaftlichen Grundlagen waren sehr unterschiedlich. Der sich nun auch König Georg I. von Großbritannien nennende Fürst war der englischen Sprache kaum mächtig. Zudem war Georg in der englischen Innenpolitik sehr unerfahren. Seine wichtigsten Ratgeber, Andreas Gottlieb von Bernstorff und Friedrich Wilhelm von Schlitz, mussten ihn nach London begleiten. Am 29. August 1714 entstand eine erste Verordnung vor allem militärischen Inhalts, die die Regierungsgeschäfte im Kurfürstentum bei Abwesenheit des Kurfürsten beinhaltete. Sie bildet eine erste Grundlage für das Regieren Hannovers von London aus.

## Funktion und Aufgaben
Der schriftliche Verkehr der hannoverschen Könige Georg III., Georg IV. und Wilhelm IV. mit den Regierungsstellen in Hannover führte stets über die Deutsche Kanzlei in London und ihren Minister. Ab 1720 gab es mehrere Leiter der Kanzlei nebeneinander. Diese Praxis endete mit dem Tod Graf von Bothmers 1732.

## Überlieferung
Die 1837 mit dem Ende der Personalunion nach Hannover verbrachten Akten der Deutschen Kanzlei sind etwa zu einem Drittel erhalten und liegen heute im Landesarchiv Niedersachsen, Standort Hannover. Dagegen sind die Aktenbestände der Geheimen Räte, die in Hannover vor Ort die Amtsgeschäfte erledigten, und anderer wichtiger Behörden 1943 bei einem Luftangriff auf Hannover nahezu komplett verbrannt.

## Leiter der Kanzlei
- Andreas Gottlieb, Baron von Bernstorff (1714–1720)
- Hans Caspar von Bothmer (1720–1732)
- Christian Ulrich von Hardenberg (1725–1727)
- Johann Philipp von Hattorf (1728–1737)
- Ernst von Steinberg (Minister) (1737–1748)
- Philipp Adolph von Münchhausen (1748–1762)
- Johann Burchard von Behr (1762–1771)
- Johann Friedrich Carl von Alvensleben (1771–1795)
- Georg August von Steinberg (1795)[3]
- Ernst Ludwig Julius von Lenthe (1795–1805)
- Ernst Friedrich Herbert, Graf zu Münster-Ledeburg (1805–1831)
- Ludwig Conrad Georg von Ompteda (1831–1837)

## Weitere Deutsche Kanzleien
- Deutsche Kanzlei (Kopenhagen)